# Plugger
Een plugger (letterlijk: aanprijzer) is iemand die in dienst is van een platenlabel of ingehuurd is door een artiest of muziekband om de muziek te promoten, meestal bij radiostations of anderen in de muziek- of amusementsindustrie. De oorspronkelijke pluggers waren in dienst van (blad)muziekuitgevers en hadden tot taak musici te bewegen muziekstukken te spelen van bij de uitgever aangesloten componisten en op die manier vergoedingen voor de uitvoeringen te genereren.
Een plugger moet ervoor zorgen dat zijn platen 'top of mind' zijn bij diegenen die de muziekkeus bepalen, zodat zijn platen op de radio gedraaid worden. Door gedraaid te worden op de radio (airplay), raken singles bekend bij een groot publiek. Geen airplay is geen hit, doorgaans.
In de muziekgeschiedenis wordt een plugger vaak geassocieerd met payola, het aanbieden van relatiegeschenken zoals reisjes of het bijwonen van concerten of groter in ruil voor airplay. 
Sommige pluggers schoppen het tot dj, muzieksamensteller (voorbeeld: Herman van der Velden) of artiest (voorbeelden: Irving Mills, Vincent Youmans, George Gershwin, Tammy Wynette, Vader Abraham alias Pierre Kartner, Henny Huisman (na zijn tijd bij Lucifer), Ron Brandsteder, Dingetje, Marcel de Groot, Gabber Piet, DJ Rob Boskamp), of nog een andere functie in de amusementsindustrie (zie bijvoorbeeld Ronan O'Rahilly, Jerry Moss en Florent Luyckx). Pluggers maken soms een hit om hun zakenpartners te eren: Music in the air van Us, een top 10-hit in juni 1974, of als welkome bijverdienste: Basta basta finito van Boy and the Bo-Boys (1978).